# 1710년대
1710년대는 1710년부터 1719년까지를 가리킨다.